# Mister Global 2014
Mister Global 2014 foi a 1ª edição do concurso de beleza masculino denominado Mister Global, que visa eleger o mais belo e mais capacitado candidato para levar a sua mensagem como cidadão cultural para diversos países ao redor do globo. Nesta primeira edição do certame participaram dezesseis (16) países  com seus respectivos aspirantes ao título. O vencedor foi o candidato do Mianmar, Myat Thuya Lwin, também conhecido pelo seu nome artístico, Marco Victor.

## Resultados

### Colocações
| Posição        | País e Candidato                                                                           |
| -------------- | ------------------------------------------------------------------------------------------ |
| Vencedor       | - Mianmar - Myat Thuya Lwin                                                                |
| 2º. Lugar      | - Canadá - Michael South                                                                   |
| 3º. Lugar      | - Coreia do Sul - Lee Jun-ho                                                               |
| 4º. Lugar      | - Vietnã - Nguyễn Hữu Vi                                                                   |
| 5º. Lugar      | - Filipinas - Wilfred Placencia                                                            |
| Semifinalistas | - Indonésia - Mukti Wicaksono - Singapura - Jonathan Seah - Tailândia - Phubess Samkratoke |

### Prêmios Especiais
Foram distribuídos os seguintes prêmios especiais este ano:
| Prêmio              | País e Candidato                |
| ------------------- | ------------------------------- |
| Mister Simpatia     | Costa Rica - Felipe González    |
| Mister Fotogenia    | Vietnã - Nguyễn Hữu Vi          |
| Mister Internet     | Sri Lanca - Sameera Weerasinghe |
| Mister Físico       | Coreia do Sul - Lee Jun-ho      |
| Melhor Traje Típico | Indonésia - Mukti Wicaksono     |
| Missosology Award   | Mianmar - Myat Thuya Lwin       |

### Mister Talento
Todos participaram, com exceção do Mister França. Abaixo o resultado:
| Prêmio     | País e Candidato                                                                                      |
| ---------- | --- |
| 1          | Quirguistão - Ulan Omurbekov                                                                          |
| Finalistas | Cabo Verde - Daniel Graça Coreia do Sul - Lee Jun-ho Mianmar - Myat Thuya Lwin Vietnã - Nguyễn Hữu Vi |

## Candidatos
Competiram pelo título este ano:
| - Cabo Verde - Daniel Graça - Canadá - Michael South - Coreia do Sul - Lee Jun-ho - Costa Rica - Felipe González - Estados Unidos - Aaron Jaquez - Filipinas - Wilfred Placencia - França - Nicolas Magnonnaud - Guão - Iowani Unpingco | - Indonésia - Andy Mukti - Malásia - Muhammad Nazri - Mianmar - Myat Thuya Lwin - Quirguistão - Ulan Omurbekov - Singapura - Jonathan Seah - Sri Lanca - Sameera Weerasinghe - Tailândia - Phubess Samkratoke - Vietnã - Nguyễn Hữu Vi |

## Histórico

### Trocas
- Coreia do Sul - Tae-Kyun Kim [16] ► Lee Jun-ho.
- Malásia - Zen Zyker [17] ► Muhammad Nazri.

### Desistências
- Angola - Carlos Nascimento
- Nova Zelândia - Aaron Von Philippe
- Paquistão - Shayan Farooqi [18]
- Porto Rico - Amaury Doble
- República Dominicana - César Baroud [19]
- Uzbequistão - Mambetov Dilshod
- Venezuela - Luis Alfredo Hernández

### Estatísticas
Candidatos por continente:
- Ásia: 10. (Cerca de 63% do total de candidatos)
- Américas: 3. (Cerca de 19% do total de candidatos)
- África: 1. (Cerca de 6% do total de candidatos)
- Europa: 1. (Cerca de 6% do total de candidatos)
- Oceania: 1. (Cerca de 6% do total de candidatos)

## Crossovers
Candidatos em outros concursos:
Mister Internacional
- 2012:  Estados Unidos - Aaron Jaquez
  - (Representando o Estados Unidos em Bancoque, na Tailândia)

Men Universe Model
- 2012:  Cabo Verde - Daniel Graça
  - (Representando o Cabo Verde em Punta Cana, na R. Dominicana)

Mr Universal Ambassador
- 2015:  Cabo Verde - Daniel Graça [20]
  - (Representando o Cabo Verde em Surabaia, na Indonésia)